# G.G.F.H.
G.G.F.H. (Global Genocide Forget Heaven) — американская индастриал-группа из Окленд, Калифорния, образованная в 1986 году Майклом Гейстом, более известным под псевдонимом Ghost или DJ Ghost. Тексты песен группы посвящены смерти, убийствам, религии, употреблению наркотиков, насилию, сексу и психическим расстройствам.

## История
Майкл Гейст, также известный как Ghost или DJ Ghost, основал G.G.F.H. в 1986 году, но музыкой начал заниматься еще в 1984 году. Изначально название группы расшифровывалось как Goat Guys From Hell или Gore Gods From Hell, но позже было решено остановиться на Global Genocide Forget Heaven. После выпуска демоальбомов и нескольких выступлений к группе присоединился Брайан Уоллс и дуэт заключил контракт с Peaceville Records, а именно c новым сублейблом для экспериментальных групп Dreamtime Recordings в 1991 году. Тогда же был выпущен первый официальный альбом Eclipse, который был использован для запуска сублейбла. В следующем году был выпущен мини-альбом Reality.
В 1993 году увидел свет второй альбом Disease. В его поддержку группа отправилась в тур вместе с такими группами, как Fear Factory и My Dying Bride. Их шоу запоминались тем, что на сцене использовались телевизоры, на которых показывались изображения войны, порно и кадры вскрытий трупов. На сцене также было ведро с искусственной кровью, куда Ghost окунал куклу и стряхивал всё на публику. Когда группа должна была гастролировать с My Dying Bride, Ghost был арестован за ношение нелегального товара в своём багаже, в котором также были сценические реквизиты. Loz, который был роуди для G.G.F.H., брал на себя обязанности вокалиста, но также он выступал в одиночку, поскольку Брайан Уоллс был госпитализирован.
Ghost принимал участие в записи мини-альбома My Dying Bride I Am the Bloody Earth, в котором исполнял партии вокала на одноимённом треке. Также в 1994 году была выпущена компиляция Halloween, которая включала в себя ранние демозаписи. В этом же году ограниченным тиражом на зелёном виниле был выпущен семидюймовый мини-альбом Welcome to the Process/Too Much Punch. Год спустя группу покидает Брайан Уоллс, чтобы заниматься веб-дизайном и контракт с Peaceville Records подошёл к концу.
В течение следующих 10 лет, Ghost начал компанию графического дизайна и получил известность как DJ Ghost в некоторых частях Америки, и G.G.F.H. был заморожен. Однако, после выпуска The Very Beast of G.G.F.H. Vol. 1 в 2001 году, Ghost решил написать новый материал для G.G.F.H. C отсутствием Брайана Уоллса, основного композитора группы, Ghost был в поисках нескольких участников, чтобы помочь написать материал. Последний альбом Serrated Smile был выпущен в 2005 году.

## Дискография

### Студийные альбомы
- 1991 — Eclipse
- 1993 — Disease
- 2005 — Serrated Smile

### Мини-альбомы
- 1992 — Reality
- 1994 — Welcome to the Process/Too Much Punch

### Компиляции
- 1994 — Halloween
- 2001 — The Very Beast of G.G.F.H. Vol. 1
- 2003 — The Cruelest Animal

### Демоальбомы
- 1987 — Hoe Or Die!
- Gates Of Hell
- Matter Of Principal
- Necrophilia Banned
- Sick Revenge
- 1988 — Love Is Freed
- Eclipse